# Mietshaus Friedrich Pitzschky
Das Mietshaus Friedrich Pitzschky in Stettin ist ein nicht mehr  existierendes eklektizistisches Mietshaus, das sich an der Ecke der heutigen Wielka-Odrzańska-Straße (Deutsch vor 1945: Große Oderstraße) und dem Nowy Rynek (Deutsch vor 1945: Neuer Markt), in der Altstadt, im Stadtbezirk Śródmieście befand.

## Geschichte
Der Entwurf des Gebäudes entstand 1875 im Auftrag von Friedrich Emil Pitzschky, dem Inhaber einer Versicherungsgesellschaft. Die Baugenehmigung wurde im Juni 1875 erteilt, die Bauarbeiten wurden 1876/77 durchgeführt. Das Mietshaus beherbergte die Büros von Versicherungs- und Schifffahrtsgesellschaften, darunter auch die Geschäftsführung von Pitzschky's Gesellschaft. Am 14. Juni 1910 verkaufte man das Gebäude für 192.500 Mark an die Bausparkasse „Volkshaus“. 1939 ging das Gebäude in den Besitz der Arbeiter- und Arbeitgebervertretung der Deutschen Arbeitsfront, Gau Pommern über. 1944 wurde das Gebäude bei einer Bombardierung beschädigt und nie wieder aufgebaut. In den 1990er Jahren wurde im Rahmen der Revitalisierung von Podzamcze (unterer Teil der Altstadt) ein postmodernes Mietshaus auf seinen Fundamenten errichtet. Formal ist es ein Gebäude, aber seine Fassade besteht aus drei verschiedenen Segmenten, die separate Gebäude imitieren.

## Beschreibung
Das Mietshaus war ein dreistöckiges Gebäude mit einem Keller. Die Fassade des Erdgeschosses und des ersten Stockes wurde mit Bossenwerk verziert. Die Fenster des Dachgeschosses trennten ionische Pilaster. Die Ecke des Gebäudes zeichnete sich durch einen Erker aus, der von Konsolen gestützt und von einem dreieckigen Gesims gekrönt war. Zwischen dem dritten Stock und dem Dach brachte man einen Fries mit kleinen Fenstern an.